# Capsicum cardenasii
Capsicum cardenasii es una variedad de ají cuyo nombre nativo es ulupica es una especie botánica de la familia solanaceae. Crece de forma silvestre únicamente en la región de los valles de Bolivia.

## Origen
El origen del (llamado popularmente) ulupica, según estudios genéticos (así como de germoplasma) realizados entre 1983 a 2010, apuntan a una zona de origen entre las localidades de Aiquile, Comarapa y Villa Montes, en la actual región de los Valles de Bolivia (McLeod et al.1982. Perry et al 2007:986).
Dichos trabajos también llevaron a la conclusión de que toda la flora perteneciente al género Capsicum, tiene como origen génetico el centro (Chuquisaca, Cochabamba) y sur (Tarija) de Bolivia.

## Descripción
Capsicum cardenasii es un arbusto perenne de corta vida con tronco fuerte y ramas frágiles. La planta crece hasta 100 cm de alto y puede ocupar un espacio lateral de hasta 60 cm. Las hojas son estrechas, puntiagudas, ovaladas y ligeramente peludas. Tienen una longitud de aproximadamente 5 cm y un ancho de 7 cm y aportan un fuerte aroma cuando se aplastan. Posee flores acampanadas cuya corola es de aproximadamente 7,5 mm de largo y 6 mm de ancho, y suele ser de color púrpura. Después de la fecundación, se desarrollan bayas rojas de alrededor de 1 cm, esféricas con carne fina. Los frutos poseen pocas semillas (alrededor de 12). 

## Registros
Capsicum cardenasii se encontró por primera vez en el altiplano boliviano, cerca de la ciudad de La Paz. Incluso en una colección de Otto Buchtien aparecida en 1911 se menciona una planta encontrada a una altitud de 2.450 metros. La planta fue descrita por primera vez en 1958 por Heiser y PG Smith en la revista "Brittonia". Heiser también encontró una planta en las cercanías de La Paz.

## La diferenciación de otras especies deCapsicum
Es la única especie del género Capsicum que es auto-incompatible, por lo que las flores necesitan el polen de otra planta para ser fecundadas. La mayoría de las plantas que conforman el género Capsicum, son autocompatibles.  Puesto que C. cardenassi es resistente al virus del mosaico del tabaco (TMV), se hacen esfuerzos para transferir esta propiedad por el crecimiento en otras especies del género Capsicum, pero por la auto-incompatibilidad y fuerte diferenciación genética de las especies cultivadas resulta difícil.

## Usos
Las bayas se recolectan y se utilizan frescas o secas como especia. Tienen un sabor muy fuerte con un sabor interesante que es similar a las hojas. En Colombia, Bolivia y Perú, se encuentra a menudo un pequeño tazón de estas frutas (ulupica), similares a los pimenteros. Se utiliza también molida junto al tomate en la preparación de la llajua. Las bayas sirven como condimento y rara vez se utilizan cocidas ya que se utilizan con más frecuencia chiles y ajíes amarillos de las especies botánicas como Capsicum baccatum.
La ulupica sigue siendo una planta silvestre en la actualidad. Se comercializa en los mercados locales a pequeña escala, pero esta mercancía proviene de plantas silvestres o jardines familiares. Actualmente no se cultiva a gran escala. Por lo tanto, tampoco hay diferentes variedades, como ocurre con la mayoría de los chiles. Sin embargo, cultivadas en la misma zona el Capsicum pubescens está estrechamente relacionado con la ulupica.

## Taxonomía
Capsicum cardenasii fue descrita por Heiser & P.G.Sm. y publicada en Brittonia 10: 195, f. 1. 1958.
Etimología
Capsicum: neologismo botánico moderno que deriva del vocablo latino capsŭla, ae, ‘caja’, ‘cápsula’, ‘arconcito’, diminutivo de capsa, -ae, del griego χάψα, con el mismo sentido, en alusión al fruto, que es un envoltorio casi vacío. En realidad, el fruto es una baya y no una cápsula en el sentido botánico del término.
cardenasii: epíteto otorgado en honor del botánico Martín Cárdenas Hermosa.